# My Cherie Amour
My Cherie Amour è una canzone scritta nel 1969 da Stevie Wonder, Sylvia Moy ed Henry Cosby, e registrata da Wonder per l'album My Cherie Amour, da cui fu estratta come primo singolo. Il brano fu prodotto da Henry Crosby.

## Cover
Di artisti musicali ad averne registrato una cover si ricordano Ronnie Von (1969), il Ramsey Lewis Trio (1969), Billy Eckstine (1971), Rhythm Heritage (1976), Engelbert Humperdinck (cantante) (1977), i Boney M (1985), Mina (1987) e Guilherme Arantes, con una versione in portoghese, Eu Queria Amor (1994).

## Tracce
7" Single
1. My Cherie Amour
2. I Don't Know Why

## Classifiche
| Classifica (1968)      | Posizione più alta |
| ---------------------- | ------------------ |
| U.S. Billboard Hot 100 | 34                 |
| U.S. R&B Chart         | 3                  |
| Regno Unito            | 4                  |